# Kenta Kiritani
Kenta Kiritani (桐谷 健太 Kiritani Kenta?,  Kita-ku, Osaka, Prefectura de Osaka, 4 de febrero de 1980) es un actor y cantante japonés, afiliado a Hot Road.

## Filmografía

### Películas
| Año  | Título                              | Personajes                           | Notas         | Ref. |
| ---- | ----------------------------------- | ------------------------------------ | ------------- | ---- |
| 2003 | Get Up!                             | Haruhiko                             |               |      |
| 2004 | Minami no Teiō                      | Shin                                 |               |      |
| 2004 | 69                                  | Yuji Shirkushi                       |               |      |
| 2005 | Break Through!                      | Yoshio Kondo                         |               |      |
| 2005 | Karaoke: Jinsei Kamihitoe           | Anjou                                |               |      |
| 2005 | Beat Kids                           | Kurata-sensei                        |               |      |
| 2005 | Furyō Shōnen (Yankee) no Yume       | Tetsuya                              |               |      |
| 2006 | Wanawana                            | Masashi Taiga                        |               |      |
| 2006 | Deguchi no Nai Umi                  | Tanokura                             |               |      |
| 2006 | Kizarazu Cat's Eye World Series     | Personal de la Fuerza de Autodefensa |               |      |
| 2007 | Pacchigi! Love & Peace              | Yoshio Kondo                         |               |      |
| 2007 | Grow                                | Atsushi Murakami                     | Rol principal |      |
| 2007 | Crows Zero                          | Tokio Tatsukawa                      |               |      |
| 2008 | Kamachop                            | Keiichi Iwase                        |               |      |
| 2008 | My Girlfriend Is a Cyborg           | Kenta Sato                           |               |      |
| 2008 | Hyaku Hachi                         | Entrenador                           |               |      |
| 2008 | Boku no Oba-chan                    | Vendedor de lotería                  |               |      |
| 2009 | Crows Zero II                       | Tokio Tatsukawa                      |               |      |
| 2009 | Rookies: Graduation                 | Taira Hiratsuka                      |               |      |
| 2010 | Solanin                             | Jiro Yamada                          |               |      |
| 2010 | Beck                                | Tsunemi Chiba                        |               |      |
| 2010 | Here Comes the Bride, My Mom!       | Kenji Hattori                        |               |      |
| 2012 | Kogane o Daite Tobe                 | Noda                                 |               |      |
| 2015 | Kuchibiru ni uta o                  | Tetsuo Tsukamoto                     |               |      |
| 2015 | Gonin Saga                          | Daisuke Okoshi                       |               |      |
| 2015 | Bakuman                             |                                      |               |      |
| 2016 | Too Young To Die! Wakakushite Shinu | Cozy                                 |               |      |

### Series de televisión
| Año  | Título                                                      | Role                               | Cadenas  | Notas                         | Ref.              |
| ---- | ----------------------------------------------------------- | ---------------------------------- | -------- | ----------------------------- | ----------------- |
| 1999 | Man, Next Natural Girl: 100 Nights In Yokohama              | Hideki                             | WOWOW    |                               |                   |
| 2002 | Kyūryū de Aimashō                                           | Ken Yamazaki                       | TV Asahi |                               |                   |
| 2002 | Lunch no Joō                                                | Maggie                             | Fuji TV  |                               | Episodios 3 and 8 |
| 2003 | Time Limit                                                  | Guardia de seguridad de transporte | TBS      |                               |                   |
| 2005 | Tiger & Dragon                                              | Chibi T                            | TBS      |                               |                   |
| 2005 | Division 1                                                  | Nakaoka Shintarō                   | Fuji TV  |                               |                   |
| 2005 | Koisuru Nichiyobi                                           | Shinji Watarai                     | BS-TBS   | Episodio 16                   |                   |
| 2005 | Be-Bop High School 2                                        | Shibata                            | TBS      |                               |                   |
| 2005 | Shōakumana On'na ni Naru Hōhō                               | Kujo                               | Fuji TV  |                               |                   |
| 2006 | Aibō                                                        | Kotaro Waki                        | TV Asahi | Cuarta temporada, Episodio 13 |                   |
| 2006 | Gekidan Engisha                                             | Yuikai Tomari                      | Fuji TV  |                               |                   |
| 2006 | Tsunagareta Ashita'                                         | Kosuke Hattori                     | NHK      |                               |                   |
| 2006 | Kurosagi                                                    | Takashi Soma                       | TBS      | Episodio 3                    |                   |
| 2006 | Wagahai wa Shufudearu                                       | Yuki Nakajima                      | TBS      | Episodios 18, 19, 23, y 36    |                   |
| 2006 | Midnight Sun                                                | Masato                             | TBS      | Episodio 6                    |                   |
| 2006 | Bokutachi no Sensō                                          | Mazo Yamaguchi                     | TBS      |                               |                   |
| 2006 | Waraeru Koi wa Shitakunai                                   | Takashi Daikoku                    | TBS      |                               |                   |
| 2006 | One-pound Gospel                                            | Koryusei                           | NTV      | Episodios 7 y 8               |                   |
| 2006 | Hi Torishimariyaku Shin'nyū Shain                           | Imaizumi                           | TBS      |                               |                   |
| 2008 | Rookies                                                     | Taira Hiratsuka                    | TBS      |                               |                   |
| 2008 | Ryūsei no Kizuna                                            | Hisanobu Takayama                  | TBS      |                               |                   |
| 2009 | Jin                                                         | Yusuke Saburi                      | TBS      |                               |                   |
| 2010 | Ryōmaden                                                    | Ikeuchi Kurata                     | NHK      |                               |                   |
| 2010 | Strawberry Night                                            | Shinji Otsuka                      | Fuji TV  |                               |                   |
| 2011 | Zettai Reido                                                | Shinjiro Takikawa                  | Fuji TV  |                               |                   |
| 2011 | Watashi wa Shadow                                           | Haruki Jinnai                      | TBS      |                               |                   |
| 2012 | Murder at Mt. Fuji                                          | Keiichiro Yumizaka                 | TV Asahi |                               |                   |
| 2012 | Osozaki no Himawari: Boku no Jinsei, Renewal                | Junichi Fujii                      | Fuji TV  |                               |                   |
| 2013 | Chichi no Hana, Saku Haru: Gifu Nagaragawa Hōkan Monogatari | Jiro Tsuji                         | NHK      | Rol principal                 |                   |
| 2013 | Soratobu Kōhō-shitsu                                        | Takashi Kiritani                   | TBS      | Episodios 1 to 10             |                   |
| 2013 | Galileo                                                     | Tomohiro Isogai                    | Fuji TV  | Segunda temporada, Episodio 5 |                   |
| 2013 | Gekiryū: Watashi o Oboete Imasu ka?                         | Koji Higashihagi                   | NHK      |                               |                   |
| 2013 | Andō Lloyd: A.I. knows Love?                                | Shinzo Hoshi                       | TBS      |                               |                   |
| 2013 | Tokei-ya no Musume                                          | Tsukasa Hanamura                   | TBS      |                               |                   |
| 2013 | Y-O-U Yamabiko Ongaku Dōkō-kai                              | Yusaku Kono                        | KTV      | Rol principal                 |                   |
| 2013 | Olympic no Minoshirokin                                     | Kiyoshi Yabutani                   | TV Asahi |                               |                   |
| 2014 | Umoreru                                                     | Toru Kitami                        | WOWOW    | Rol principal                 |                   |
| 2014 | Sanuki Udon Yūshi-ka                                        | Teppei Onishi                      | NHK      | Rol principal                 |                   |
| 2014 | Oyaji no Senaka                                             | Daigo Sugimoto                     | TBS      | Episodio 6                    |                   |
| 2014 | The Eternal Zero                                            | Kentaro Saeki                      | TV Tokyo |                               |                   |
| 2015 | The Emperor's Cook                                          | Shinataro Matsui                   | TBS      |                               |                   |
| 2015 | Prophecy                                                    | Ken Mizutani                       | WOWOW    |                               |                   |
| 2015 | Mozu                                                        | Akifumi Mishima                    | WOWOW    |                               |                   |
| 2016 | Natsume ya Doro bō Kidan                                    | Kinnosuke Natsume                  | TV Asahi | Rol principal                 |                   |

### Series de internet
| Año  | Título                                                             | Personajes | Cadena | Notas |
| ---- | ------------------------------------------------------------------ | ---------- | ------ | ----- |
| 2012 | Watashi ga Kogane o ou Riyū: Eiga "Ōgonwodaitetobe" Special Drama" | Noda       | BeeTV  |       |

## Discografía

### Miniálbum
- Kanon (2016)[2][3]

## Premios
- Premios Élan d'Or: Premio al recién llegado (2011)
- Festival de Cine de Osaka: Premio al Mejor Actor de Reparto (Here Comes the Bride, My Mom!) (2011)
- Festival de Cine del Personal de Teatro de Japón: Premio al Mejor Actor de Reparto  (Beck) (2011)